# Горностай 1-й
«Горностай 1-й» — люгер Каспийской флотилии Российской империи, второй из четырёх люгеров типа «Щёголь». Находился в составе флота с 1807 по 1822 год, принимал участие в русско-персидской войне 1804—1813 годов, использовался в качестве крейсерского и для оказания поддержки операциям сухопутных войск.

## Описание судна
Парусный люгер с деревянным корпусом, один из четырёх люгеров типа «Щёголь», строившихся в Казани с 1806 по 1808 год. Длина люгера по сведениям из различных источников составляла от 18,3 до 20,12 метра, ширина — 5,49—5,5 м метра, а осадка 2,79—2,8 метра. Вооружение судна состояло из восьми орудий.

## История службы
Люгер «Горностай 1-й» был заложен 15 (27) мая 1806 года на стапеле Казанского адмиралтейства и после спуска на воду 11 (23) мая 1807 года вошёл в состав Каспийской флотилии России. Строительство вёл кораблестроитель Е. И. Кошкин.
В кампанию 1807 года совершил переход от Казани до Астрахани. Принимал участие в русско-персидской войне 1804—1813 годов, в кампании с 1808 по 1813 год выходил в крейсерские плаванья к берегам Восточного Закавказья и оказывал поддержку сухопутным войскам.
После войны ежегодно с 1814 по 1820 год выходил в плавания в Каспийское море.
По окончании службы в 1822 году люгер «Горностай 1-й» был разобран в Астрахани.

## Командиры люгера
Командирами люгера «Горностай 1-й» в составе Российского императорского флота в разное время служили:
- лейтенант С. П. Кушников (до июля 1808 года)[6];
- Д. С. Ратьков (с июля 1811 года);
- П. Е. Титов (1812 год);
- И. И. Максимович (1813—1814 годы);
- Д. С. Ратьков (1815—1816 годы);
- А. Ф. Остолопов (1817 год);
- С. М. Юрьев (1818 год);
- Г. А. Пустошкин (1819—1820 годы).

### Комментарии
1. ↑  Всего в рамках серии было построено 4 люгера: «Щёголь», «Горностай 1-й», «Белка» и «Горностай 2-й»[1].
2. ↑  60 футов[2].
3. ↑  18 футов[2].
4. ↑  9 футов 2 дюйма[2].